# قلعة جوق السفلي (سهند أباد)
قلعة جوق السفلی (بالفارسية: قلعه‌جوق سفلی) هي منطقة سكنية تقع في إيران في قسم سهند أباد الريفي. يقدر عدد سكانها بـ 75 نسمة حسب احصاء 2006م.